# Plagiobrissus costae
Plagiobrissus costae is een zee-egel uit de familie Brissidae.
De wetenschappelijke naam van de soort werd in 1876 gepubliceerd door Francesco Gasco.